# Арт филм
Арт филм, артхаус или арт кино са термини, с които обикновено се назовават независими филми, създадени за определена ниша от киномани, а не насочени към масовата аудитория. Трябва да се отбележи, че в началните години на кино изкуството, често се е случвало арт филми да се превръщат в блокбъстъри и да бъдат гледани от голяма аудитория, най-вече поради ограниченото количество създавани филми.
Арт филмите се правят с чисто естетични цели, често биват експериментални и основната им цел не е да бъдат финансово успешни. Понякога съдържат нетрадиционни похвати и силно символично съдържание. Някои от арт филмите успяват да придобият култов статут и да достигнат до голяма аудитория от киномани.
Понеже този тип филми са насочени само към определена ниша от зрители, те трудно намират финансиране и рядко успяват да достигнат до добри финансови резултати. Честа практика е и участието на непрофесионални актьори или заснемането им по нетрадиционен начин (например с Iphone).
Арт филмите обикновено се прожектират на кино фестивали или се издават на дигитални носители от някои конкретни разпространители като например - The Criterion Collection.